# Geoff Downes
Pour les articles homonymes, voir Downes.
 (octobre 2022).
Si vous disposez d'ouvrages ou d'articles de référence ou si vous connaissez des sites web de qualité traitant du thème abordé ici, merci de compléter l'article en donnant les références utiles à sa vérifiabilité et en les liant à la section « Notes et références ».
Geoff Downes, né le 25 août 1952 à Stockport en Angleterre est un claviériste britannique qui a œuvré avec les groupes The Buggles, Yes, Asia et DBA (Downes Braide Association) avec le producteur et chanteur Chris Braide. Il a aussi enregistré avec le bassiste John Wetton, en parallèle à leur travail avec Asia, plusieurs albums sous le nom d'Icon.

## Biographie
Geoffrey Downes naît le 25 août 1952 à Stockport en Angleterre dans le comté de Cheshire. 
Au milieu des années 1970, Trevor Horn fait la rencontre du claviériste Geoff Downes alors qu'il accompagne la chanteuse disco Tina Charles. Mais quoiqu'ils n'enregistrent aucun disque avec cette dernière, Trevor produit tout de même un single, Don't come back qui sort sous le nom de Fallen Angel and The Tina Charles Band en 1977. Par la suite, les deux musiciens iront chacun leur chemin pendant une brève période. Puis Trevor retrouve Geoff et forme avec lui la première cellule de ce qui deviendra The Buggles, soit la formation Chromium, avec Anne Dudley et Hans Zimmer. Ils publient l'album Star to Star en 1978, mais devant les faibles ventes de l'album, ils changent de nom pour The Buggles. Anne Dudley quitte pour monter le groupe Art of Noise auquel participera Trevor, tout au moins pour le premier album, Hans Zimmer lui ira vers les musiques de films. Originellement appelés The Bugs, ils modifieront le nom pour The Buggles, et enregistrent leur premier album. Leur chanson Video Killed the Radio Star deviendra le premier vidéo-clip à être diffusé sur MTV, ironique quand on regarde le titre de cette chanson.
À la suite d'une rencontre avec le bassiste Chris Squire, Trevor et Geoff rejoignent ensuite le groupe Yes pour l'album Drama en 1980 en remplacement du chanteur Jon Anderson et du claviériste Rick Wakeman. Après la parution de l'album, Yes entame une tournée de concerts pendant laquelle les fans digèrent encore difficilement l'absence de Jon Anderson, particulièrement en Grande-Bretagne. Par exemple, pendant les concerts durant les chansons plus calmes, certains fans ne se gênaient pas pour crier à voix haute « Où est Jon Anderson, on veut Jon », le pauvre Trevor avait beau faire son possible, il reste qu'il n'est pas Jon Anderson. Conséquence ; le groupe se sépare après la tournée et Trevor Horn se lance dans la production. ABC, Art of Noise, Frankie Goes to Hollywood, Genesis pour Carpet Crawlers 1999 et, éventuellement Yes, pour les albums 90125, Big Generator et, plus récemment, Fly from Here.
Geoff Downes et Steve Howe fondent alors le supergroupe Asia avec Carl Palmer, ex-batteur de Emerson, Lake and Palmer, et John Wetton, bassiste et chanteur ex-King Crimson. Depuis la création d'Asia en 1982, Geoff Downes reste le seul membre d'origine ayant joué sur tous les albums de ce groupe.
Avec John Wetton, il a écrit et offert au groupe le single Heat of the moment en 1982 (extrait du 1er album homonyme) repris dans la BO du film 40 ans toujours puceau. Dans ce film, le héros est fan du groupe et a affiché dans sa chambre le poster de la pochette réalisée par Roger Dean. Ce dernier a réalisé presque toutes les pochettes du groupe hormis Silent Nation et celles de Yes depuis Fragile.
Downes fonde ensuite le duo Wetton Downes - Icon - avec John Wetton, afin de permettre la parution de matériel qui, pour une raison ou une autre, ne rentre pas dans le cadre d'Asia, et publié jusqu'à maintenant 6 albums.
Geoff rejoint de nouveau Yes en 2011 en remplacement d'Oliver Wakeman. Il joue sur les deux albums studios Fly From Here et Heaven & Earth ainsi que sur les deux live Like it is.

## Discographie

### Chromium
- Star To Star (1978) Pré Buggles avec Trevor Horn, Anne Dudley, Hans Zimmer.

### Buggles
- The Age of Plastic (1979)
- Adventures in Modern Recording (1981)
- Adventures in modern recording (2010) Réédition avec les versions originales des Buggles de trois chansons de l'album Fly from here de Yes, Fly From Here Part One, Ride The Tide et Fly From Here Part Two. Sur cet album Geoff n'a participé qu'à quelques pièces, Trevor Horn a réalisé l'album avec l'aide de musiciens invités.

### Yes

#### Albums studio
- Drama (1980)
- Fly from Here (2011)
- Heaven & Earth (2014)
- Fly from Here – Return Trip (2018)
- The Quest (2021)
- Mirror to the Sky (2023)

#### Albums en concert
- The Word Is Live (2005) - Boîtier 3 CD - Geoff sur trois chansons
- Like It Is: Yes at the Bristol Hippodrome (2014)
- Like It Is: Yes at the Mesa Arts Center (2015)
- Topographic Drama – Live Across America (2017)
- Yes 50 Live (2019)
- The Royal Affair Tour: Live from Las Vegas (2019)

#### Coffrets & Boîtiers
- Yesyears (1991) - Coffret 4 CD - Geoff aux claviers sur deux chansons
- In a Word: Yes (1969–) (2002) - Boîtier 5 CD - Geoff claviers sur deux chansons
- The Ultimate Yes: 35th Anniversary Collection (2003) - Coffret trois CD - Geoff claviers sur une chanson

#### Album remix
- Yes Remixes (2003) - Album de remix - Geoff aux claviers sur deux chansons

### Asia
| - 1982 : Asia - 1983 : Alpha - 1985 : Astra - 1992 : Aqua - 1994 : Aria - 1996 : Arena - 2001 : Aura - 2004 : Silent Nation - 2008 : Phoenix - 2010 : Omega - 2012 : XXX - 2014 : Gravitas | - 1990 : Live Mockba (Live à Moscou 1990) - 2002 : Quadra - 2002 : America: Live In The USA - 2007 : Fantasia: Live In Tokyo - 2010 : Spirit Of The Night - 2010 : Live Around The World - 2012 : Resonance : The Omega tour 2010 Live In Basel, Switzerland, 4th may 2010 (2CD + 1DVD) - 2015 : Axis XXX Live : San Francisco (2CD + 1DVD) - 1990 : Then & Now (Inclus 4 inédits) - 1996 : Archiva Vol. 1 (Raretés et inédits) - 1996 : Archiva Vol. 2 (Raretés et inédits) - 1999 : Rare (Inédits) - 2005 : Asia Gold - 2006 : The Definitive Collection |

### The New Dance Orchestra

#### Albums studio
- The Light Program (1987)
- Vox Humana (1992)
- The World Service (1999)
- The Bridge (2006)
- Electronica (2013)

#### Compilation
- The Collection (2003)

### Trapeze
- Welcome to the Real World (1993)

### Glenn Hugues/Geoff Downes
- Hughes/Downes: The Work Tapes (1998)

### John Wetton/Geoff Downes
- Wetton Downes (2002)

### Icon
- Icon (2005)
- Icon Live : Never in a million years (2006)
- Icon - Acoustic TV Broadcast (2006)
- Icon 2 - Rubicon (2006)
- Icon 3 (2009)
- Icon : Heat Of The Rising Sun -  Double album en concert lors d'une tournée au Japon, avec des chansons de Yes, Tempus Fugit, UK Rendez-Vous 6:02, In The Dead Of Night, Buggles Video Killed The Radio Star, Elstre, de King Crimson Book Of Saturday, The Night Watch ainsi que deux titres d'Asia Heat Of The Moment, Go.

### Downes Braide Association
Albums studio
- Pictures of you (2012)
- Suburban Ghosts (2015)
- Skyscraper Souls (2017)
- Halcyon hymns (2021)
- Celestial songs (2023)

Album concert
- Live in England (2019)

### Greg Lake/Geoff Downes
- Ride The Tiger (2015)

### Solo
- Shadows & Reflections (2003)
- Live at St. Cyprian's (2003)

### Participations
- 1982 : The Dreaming de Kate Bush.
- 1985 : The Eyes Of A Woman de Agnetha Faltskog
- 1990 : Rock Aid Armenia - The Earthquake Album Artistes Variés - Geoff Downes sur Smoke on the Water de Deep Purple
- 1995 : The Higher You Climb De Max Bacon
- 1997 : Greg Lake: From The Beginning - The Greg Lake Retrospective de Greg Lake
- 1999 : Encores, Legends, and Paradox, A Tribute to the Music of ELP Artistes Variés
- 1999 : Portraits Of Bob Dylan de Steve Howe
- 2000 : Music for the 3rd Millennium Vol. 3 - Artistes Variés
- 2002 : Dark Horse De That'll Be The Day - Single produit par Geoff Downes et John Payne
- 2002 : An Evening With John Wetton de John Wetton
- 2003 : Drowning in Shallow Water de Squeezebox
- 2003 : Rock Of Faith de John Wetton
- 2003 : From the Underground II: Deeper Into the Mine de Greg Lake - Réédité en 2010.
- 2004 : Live at the BBC De Isotope & Gary Boyle
- 2004 : Produced by Trevor Horn Artistes Variés
- 2005 : Back Against the Wall Artistes Variés
- 2006 : White De White
- 2006 : Return to the Dark Side of the Moon: A Tribute to Pink Floyd Artistes Variés
- 2008 : Led Box: The Ultimate Tribute to Led Zeppelin Artistes Variés
- 2009 : Abbey Road: A Tribute to The Beatles Artistes Variés
- 2009 : Homebrew 4 De Steve Howe
- 2011 : Raised In Captivity De John Wetton
- 2012 : Made in Basing Street de The Trevor Horn Band AKA Producers
- 2012 : A Spoonful Of Time De Nektar
- 2014 : Light My Fire—A Classic Rock Salute to The Doors Artistes Variés
- 2015 : Citizen de Billy Sherwood